# Sofiane Bengorine
Sofiane Bengorine est un joueur de football algérien. Il est né le 10 octobre 1984 à Sidi-Bel-Abbès en Algérie. Il joue au poste de défenseur central.

## Carrière
- 2004-2005 : USM Bel-Abbès (Algérie, D2)
- 2005-2006 : USM Bel-Abbès (Algérie, D3)
- 2006-juin 2007 : ASM Oran (Algérie, D1)
- juillet 2006-juin 2008 : JS Kabylie (Algérie, D1)
- juillet 2008-?? : MC Oran (Algérie, D1)